# Seven de Francia 2016
El Seven de Francia de 2016 fue la novena edición del torneo francés de rugby 7, fue el noveno torneo de la temporada 2015-16 de la Serie Mundial Masculina de Rugby 7.
Se disputó en la instalaciones del Stade Jean-Bouin de París.

## Fase de grupos

### Grupo A
| Equipo        | Encuentros | Encuentros | Encuentros | Encuentros | Tantos  | Tantos    | Tantos     | Puntos |
| Equipo        | jugados    | ganados    | empatados  | perdidos   | a favor | en contra | diferencia | Puntos |
| ------------- | ---------- | ---------- | ---------- | ---------- | ------- | --------- | ---------- | ------ |
| Nueva Zelanda | 3          | 3          | 0          | 0          | 85      | 27        | +58        | 9      |
| Kenia         | 3          | 2          | 0          | 1          | 68      | 40        | +28        | 7      |
| Rusia         | 3          | 1          | 0          | 2          | 34      | 67        | −33        | 5      |
| Portugal      | 3          | 0          | 0          | 3          | 24      | 77        | −53        | 3      |

Nota: Se otorgan 3 puntos al equipo que gane un partido, 2 al que empate y 1 al que pierda

### Grupo B
| Equipo  | Encuentros | Encuentros | Encuentros | Encuentros | Tantos  | Tantos    | Tantos     | Puntos |
| Equipo  | jugados    | ganados    | empatados  | perdidos   | a favor | en contra | diferencia | Puntos |
| ------- | ---------- | ---------- | ---------- | ---------- | ------- | --------- | ---------- | ------ |
| Fiyi    | 3          | 3          | 0          | 0          | 113     | 31        | +82        | 9      |
| Samoa   | 3          | 2          | 0          | 1          | 74      | 64        | +10        | 7      |
| Escocia | 3          | 1          | 0          | 2          | 59      | 62        | −3         | 5      |
| Gales   | 3          | 0          | 0          | 3          | 31      | 120       | −89        | 3      |

### Grupo C
| Equipo     | Encuentros | Encuentros | Encuentros | Encuentros | Tantos  | Tantos    | Tantos     | Puntos |
| Equipo     | jugados    | ganados    | empatados  | perdidos   | a favor | en contra | diferencia | Puntos |
| ---------- | ---------- | ---------- | ---------- | ---------- | ------- | --------- | ---------- | ------ |
| Sudáfrica  | 3          | 3          | 0          | 0          | 85      | 12        | +73        | 9      |
| Australia  | 3          | 2          | 0          | 1          | 62      | 50        | +12        | 7      |
| Inglaterra | 3          | 1          | 0          | 2          | 62      | 60        | +2         | 5      |
| Brasil     | 3          | 0          | 0          | 3          | 19      | 106       | −87        | 3      |

### Grupo D
| Equipo         | Encuentros | Encuentros | Encuentros | Encuentros | Tantos  | Tantos    | Tantos     | Puntos |
| Equipo         | jugados    | ganados    | empatados  | perdidos   | a favor | en contra | diferencia | Puntos |
| -------------- | ---------- | ---------- | ---------- | ---------- | ------- | --------- | ---------- | ------ |
| Francia        | 3          | 3          | 0          | 0          | 92      | 31        | +61        | 9      |
| Argentina      | 3          | 2          | 0          | 1          | 78      | 33        | +45        | 7      |
| Estados Unidos | 3          | 1          | 0          | 2          | 45      | 72        | −27        | 5      |
| Canadá         | 3          | 0          | 0          | 3          | 24      | 103       | −79        | 3      |

## Fase Final

### Cuartos de final
| 15 de mayo | Nueva Zelanda | 17 - 19 | Argentina |  |  |

| 15 de mayo | Sudáfrica | 10 - 21 | Samoa |  |  |

| 15 de mayo | Francia | 24 - 5 | Kenia |  |  |

| 15 de mayo | Fiyi | 17 - 15 | Australia |  |  |

### Semifinal
| 15 de mayo | Argentina | 12 - 14 | Samoa |  |  |

| 15 de mayo | Francia | 5 - 22 | Fiyi |  |  |

### Final
| 15 de mayo | Samoa | 29 - 26 | Fiyi |  |  |

| Bandera de Samoa       |
| Campeón Samoa          |
| 1º título del circuito |